# Roman Pils
Roman Pils is een Belgisch bier. Het bier wordt gebrouwen door Brouwerij Roman te Oudenaarde.
Roman Pils is een blonde pils (lage gisting) met een alcoholpercentage van 5,0% die reeds gebrouwen wordt sinds 1945. In 2002 werd deze pils door de “Objectieve bierproevers” aangeduid bij de 3 beste pilsbieren.. Deze pils stond vroeger bekend onder de naam Romy Pils maar werd in een grote vernieuwingsoperatie in 2017 hernoemd naar Roman Pils